# Siegfried Ziegler
Siegfried Ziegler (* 2. Februar 1902 in Essen; † 19. Januar 1984 in Seefeld) war ein deutscher Esperantist, Verleger, Politiker (SPD) und Mitarbeiter der Organisation Gehlen, der die eigene Partei für die Adenauer-Regierung ausspähen ließ. Er gehörte 1947 zu den Wiederbegründern des Deutschen Esperanto-Bundes (DEB) nach dem Zweiten Weltkrieg.

## Leben
Ziegler studierte nach einer Volksschullehrerausbildung am Evangelischen Lehrerseminar in Essen (1917 bis 1922) und einer Anstellung an der weltlichen Schule im Stadtteil Segeroth von 1924 bis 1928 Geographie an der Universität zu Köln und wurde zum Dr. phil. promoviert. Nach seinem Studium arbeitete er als Lehrer in Duisburg. Er leitete ab 1933 die „Länderkundliche Arbeitsgemeinschaft“ in Duisburg und wirkte als Herausgeber der Länderkundlichen Nachrichten. Von 1939 bis 1945 nahm er als Soldat am Zweiten Weltkrieg teil.
Ziegler gehörte im Zweiten Weltkrieg der Sabotage- und Zersetzungstruppe der Abwehr II an, deren Aufgabe es war, mit Hilfe nationaler Minderheiten die deutschen Expansionsabsichten zu unterstützen. Allerdings standen Teile der Abwehr II, darunter das engere Umfeld von Ziegler, in Opposition zum NS-Regime. Ziegler führte ab 1942 als Hauptmann Frontaufklärungstrupps in Bulgarien, ehe er 1944 zur Frontaufklärungs-Leitstelle II Südost gelangte. Diese wurde von Oberstleutnant Kurt Benno Fechner geführt, ab 1955 erster Leiter des österreichischen Nachrichtendienstes (Gruppe für Nachrichtenwesen, NaGrp). Ziegler war bis 1945 der Adjutant von Fechner.
Ziegler war von 1947 bis 1953 Vorsitzender des DEB und gleichzeitig Direktor des Deutschen Esperanto-Instituts. Außerdem gab er die Esperanto-Zeitschrift La ponto heraus. Aufgrund von vereinsinternen Querelen verließ er 1953 den DEB, blieb aber der Idee bis zu seinem Tode weiterhin verbunden. Seine Esperanto-Bibliothek vermachte er dem Deutschen Esperanto-Institut.
Ziegler veröffentlichte in seinem Verlag mehrere Werke in und über Esperanto, darunter 1949 ein von ihm selbst verfasstes Kleines Lehrbuch der Weltsprache Esperanto, und verwendete dabei das Pseudonym „P. Brikisto“ (brikisto = ‚Ziegelmacher‘ auf Esperanto). 1951 war er maßgeblich daran beteiligt, dass erstmals nach dem Zweiten Weltkrieg ein Kongress des Esperanto-Weltbundes in Deutschland (München) stattfand.
Ab 1948 war Ziegler Mitarbeiter der Organisation Gehlen und später des Bundesnachrichtendienstes. Er wird in Studien zur BND-Geschichte als Informant der SPD im BND und „gleichsam institutionalisierter SPD-Vertreter“ in diesem Dienst bezeichnet, beklagte aber auch die Diskriminierung von Sozialdemokraten in dieser Behörde.

### Parteikarriere und öffentliche Ämter
Des Weiteren betätigte sich Ziegler politisch. Er trat 1948 in die SPD ein und war von Februar 1951 bis Januar 1954 Vorsitzender des SPD-Kreisverbandes Starnberg.
Vom 15. Juli 1955, als er für den wegen Wahlprüfung ausgeschiedenen Abgeordneten Anton Wittmann nachrückte, bis zu seiner Mandatsniederlegung am 25. November 1955 gehörte Ziegler dem Bayerischen Landtag an. Hier war er Mitglied des Ausschusses für Kulturpolitische Fragen.

### Ausspionierung der SPD-Spitze
Im April 2022 wurde bekannt, dass Ziegler zwischen 1953 und 1962 Interna des SPD-Parteivorstandes von einem Parteikollegen weitergegeben hatte. Im Dezember 1953 traf er sich mit Reinhard Gehlen, dem damaligen Leiter der Organisation Gehlen, aus der später der Bundesnachrichtendienst hervorging, und der Ziegler seit 1948 angehörte. Er warb Siegfried Ortloff, in der Bonner SPD-Zentrale „für die Abwehr kommunistischer Unterwanderung zuständig“, für diese Spionagetätigkeit an. Die Informationen, die von Ortloff über Ziegler kamen, leitete Gehlen an den damaligen Chef des Bundeskanzleramtes, Hans Globke, weiter, der sie wiederum an Bundeskanzler Konrad Adenauer weitergab. Insgesamt kamen fast 500 aufbereitete Meldungen zu den Interna im Kanzleramt an.
Ziegler, der die Decknamen Dr. König und Knecht führte, wurde Leiter der BND-Schulen, fiel bei Gehlen aber in Ungnade und wurde als Doppelagent verunglimpft. Gehlen brachte Ziegler durch eine Aktion zudem dazu, seine Verschwiegenheitsverpflichtung zu verletzen. Nachdem sich Ziegler bei unterschiedlichen Stellen über die Aktion beschwerte, wurde er überwacht und abgehört. Ziegler drohte damit, die Vorgänge zu veröffentlichen, wurde aber unter Androhung des Verlustes seiner Pension davon abgehalten. 1965 siedelte er als Dozent der Friedrich-Ebert-Stiftung nach Mexiko über, bezog aber bis Ende Februar 1967 noch ein Gehalt von monatlich 5000 DM des BND, bis er dort endgültig ausschied.

## Romane, Novellen, weitere Werke
Siegfried Ziegler ist abseits wissenschaftlicher und politischer Tätigkeit auch Autor mehrerer Romane und Novellen gewesen. Nachfolgend eine Auswahl seiner Werke:
- Die Stadt Essen. Essen 1929.
- Finstere Tanne befiehlt – Eine Erzählung aus dem Thüringer Wald. Verlag Hub. Hoch, Düsseldorf 1935.
- Ibiza – Roman deutscher Siedler. Verlag Hub. Hoch, Düsseldorf 1935.[16]
- Herz unter Lumpen. B. Behrs Verlag Friedrich Feddersen, Berlin um 1936.
- Wir reiten durch Südserbien. Verlag Hub. Hoch, Düsseldorf 1939.
- Kleines Lehrbuch der Weltsprache Esperanto, Gießen 1947
- Der Mann im Vorzimmer und andere Geschichten von seltsamen Zeitgenossen / P. Brikisto. Aus dem Esperanto übertr. von Siegfried Ziegler, München 1949